# 虹彩筋
虹彩筋（こうさいきん、iris muscles）とは、内眼筋に含まれる虹彩を調節して視力の焦点を合わせる筋肉の総称で、以下の2つの筋肉がある。
- 瞳孔括約筋
- 瞳孔散大筋

暗い場所で多くの光が必要なときは虹彩筋が縮み、瞳孔が大きく開くので光を多く取り込みやすく多量の光を水晶体に送る事が出来る。
明るい場所では光が少なくてすむので虹彩筋は伸びて、瞳孔は小さくなり水晶体に送る光も少なくなる。